# Igor Igorewitsch Matwijenko

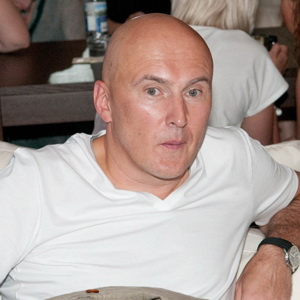
Igor Matwienko

Igor Igorewitsch Matwijenko, russisch И́горь И́горевич Матвие́нко, (* 6. Februar 1960 in Moskau, Sowjetunion) ist ein russischer Musikproduzent und Komponist. Er ist Gründer und Songwriter der russischen Band Ljube.

## Biografie
Igor Matwijenko wurde 1960 in Moskau als Sohn eines Soldaten geboren. 1980 besuchte er eine Hochschule für Musik, wo er einen Chor leitete. Ein Jahr später begann er seine Arbeit als Komponist und Performer in verschiedenen Musikgruppen.
Matwienko wurde der Titel Volkskünstler Russlands und der Orden der Freundschaft verliehen.
2012 wurde er offizieller Treuhänder des russischen Präsidenten Wladimir Putin. Bei der Abschlussfeier der Olympischen Winterspiele in Sotschi waren seine komponierten Lieder Zuhause in der Fremde und Auf Wiedersehen, Moskau zu hören.
Elemente der Eröffnungsfeier der Paralympischen Spiele im Jahr 2014 waren die Songs Cme for … von der Gruppe Ljube und The Last Letter.

## Bands
- Ljube (seit 1989)
- Ivanushki International (seit 1995)
- Girls (1997–2003)
- Roots (seit 2002)
- Cuba (2004–2009)
- Mobil Blondes (seit 2008)
- Factory (2002)
- Stadt 312 (seit 2010)